# Darmistus crassicornis
Darmistus crassicornis är en insektsart som beskrevs av Van Duzee 1937. Darmistus crassicornis ingår i släktet Darmistus och familjen krumhornskinnbaggar. Inga underarter finns listade i Catalogue of Life.